# ادمیلسون
ادمیلسون (انگلیسی: Ademilson؛ زادهٔ ۹ ژانویهٔ ۱۹۹۴) بازیکن فوتبال اهل برزیل است
از باشگاه‌هایی که در آن بازی کرده‌است می‌توان به باشگاه فوتبال سائو پائولو، باشگاه فوتبال گامبا اوزاکا، و باشگاه فوتبال یوکوهاما مارینوس اشاره کرد.
وی همچنین در تیم‌های ملی فوتبال زیر ۱۷ سال برزیل، زیر ۲۰ سال برزیل، و زیر ۲۳ سال برزیل بازی کرده‌است.